# Juniorvärldsmästerskapet i ishockey 1975
Juniorvärldsmästerskapet i ishockey 1975 var den andra upplagan av JVM som arrangerades av IIHF. Detta var den andra inofficiella turneringen i JVM. Den första officiella turneringen spelades 1977.  Turneringen spelades i Winnipeg och Brandon i Kanada samt Minneapolis och Bloomington i USA under perioden 26 december 1974 till 5 januari 1975.
Turneringen avgjordes genom att alla sex lagen spelade en match mot respektive motståndarlag, totalt fem matcher per lag.

## Resultat
| Datum            | Match                     | Res. | Periodres.  |
| ---------------- | ------------------------- | ---- | ----------- |
| 28 december 1974 | Kanada - Sverige          | 10-2 | 2-0,6-1,2-1 |
| 28 december 1974 | Sovjetunionen - Finland   | 4-1  |             |
| 29 december 1974 | Tjeckoslovakien - Finland | 1-1  |             |
| 29 december 1974 | Kanada - USA              | 9-3  |             |
| 30 december 1974 | Kanada - Tjeckoslovakien  | 3-0  | 2-0,0-0,1-0 |
| 30 december 1974 | Sovjet - USA              | 3-1  | 1-0,2-1,0-0 |
| 30 december 1974 | Finland - Kanada          | 1-2  |             |
| 1 januari 1975   | Kanada - Tjeckoslovakien  | 3-0  | 2-0,0-0,1-0 |
| 1 januari 1975   | Sovjetunionen - USA       | 3-1  | 1-0,2-1,0-0 |
| 1 januari 1975   | Sverige - Finland         | 5-3  | 3-2,0-0,2-1 |
| 3 januari 1975   | Sovjetunionen - Sverige   | 6-2  | 0-0,2-2,4-0 |
| 3 januari 1975   | Tjeckoslovakien - USA     | 5-0  |             |
| 3 januari 1975   | Sovjetunionen - Kanada    | 4-3  | 2-1,2-0,4-0 |
| 5 januari 1975   | Finland - USA             | 4-2  |             |
| 5 januari 1975   | Sverige - Tjeckoslovakien | 2-2  | 1-1,0-1,1-0 |
| JVM 1975 | JVM 1975        | Matcher | Vunna | Oavgj. | Förl. | Mål   | Poäng |
| -------- | --------------- | ------- | ----- | ------ | ----- | ----- | ----- |
| Guld     | Sovjetunionen   | 5       | 5     | 0      | 0     | 22-8  | 10    |
| Silver   | Kanada          | 5       | 4     | 0      | 1     | 27-10 | 8     |
| Brons    | Sverige         | 5       | 2     | 1      | 2     | 18-24 | 5     |
| 4.       | Tjeckoslovakien | 5       | 1     | 2      | 2     | 9-11  | 4     |
| 5.       | Finland         | 5       | 1     | 1      | 3     | 10-14 | 2     |
| 6.       | USA             | 5       | 0     | 0      | 5     | 9-28  | 0     |

### Skytteliga
| Spelare        | Land          | GP | G | A | Pts |
| -------------- | ------------- | -- | - | - | --- |
| Dag Bredberg   | Sverige       | 5  | 4 | 4 | 8   |
| Boris Churchin | Sovjetunionen | 5  | 4 | 4 | 8   |

### Utnämningar

#### All-star lag
- Målvakt:  Vladimir Myshkin
- Backar:  Viktor Kucherenko,  Richard Lapointe
- Forwards: Dale McMullin,  Viktor Kutalev,  Ismo Villa

#### IIHFval av bäste spelare
- Målvakt: Ed Staniowski
- Back: Sergej Babinov
- Forward:  Viktor Khatulev